# Энберт (король Хвикке)
Энберт (англ. Eanberht) был королём Хвикке, англосаксонского королевства, занимавшего земли на территории, которая позже стала Глостерширом и Вустерширом. В 757 году Энберт, Утред и Эльдред пожаловали землю епископу Милреду, а в 759 году аббату Хедде.